# Mexuí
El meixuí o mexuí és una preparació culinària tradicional a la gastronomia magribina i a la cultura amaziga que consisteix a coure un anyell o més típicament un xai a l'ast sobre un foc, sovint a l'aire lliure.
La carn es cou molt lentament, durant hores, fins a quedar pràcticament confitada, de manera que no cal trinxar-la després amb un ganivet. Hi ha el costum que l'hoste n'agafi porcions amb les mans i les vagi repartint entre els seus convidats, que les mengen sense coberts. Típicament s'associa a celebracions importants. La paraula meixuí prové del mot àrab xawa, que significa rostir.